# Hilara thaica
Hilara thaica är en tvåvingeart som beskrevs av Patrick Grootaert och Kiatsoonthorn 2001. Hilara thaica ingår i släktet Hilara och familjen dansflugor.
Artens utbredningsområde är Thailand. Inga underarter finns listade i Catalogue of Life.